# Коми-язьвинское наречие
Ко́ми-я́зьвинское наречие (ёдз коми көл) — язык коми-язьвинцев, на котором разговаривают на северо-востоке Пермского края, в основном на территории Красновишерского района в бассейне реки Язьва. Представляет собой наречие коми-пермяцкого языка, относящегося к пермской группе финно-угорских языков уральской семьи.

## Лингвогеография

### Ареал и численность
В начале 1960-х годов около 2000 носителей компактно проживали на территории Красновишерского района Пермского края (Антипинская, Паршаковская, Бычинская и Верх-Язьвинская сельские администрации). Всего насчитывалось около 3000 человек, знающих язык.

### Статус
Наличие особых гласных звуков, специфичность фонетики и системы ударения позволили сначала финскому лингвисту Арвиду Генетцу, изучавшему народ в 1889, а затем финно-угроведу В. И. Лыткину, трижды посетившему места проживания коми-язьвинцев в 1949—1953, выделить язык коми-язьвинцев в особый диалект. Некоторые исследователи (в частности, Р. М. Баталова) считают его наречием коми-пермяцкого языка.

## Особенности
Среди главных особенностей, резко отличающих коми-язьвинский от других языков коми: в области фонетики — наличие огубленных гласных /ʉ/ ⟨ӱ⟩, /ɵ/ ⟨ӧ⟩ и гласный /ɤ/ ⟨ө⟩, отсутствие общепермского /ɨ/ ⟨ы⟩; в области грамматики — окончание аблатива -лан, множественное число на -йөз. По многим чертам коми-язьвинское наречие близко примыкает к оньковскому и нижнеиньвенскому диалектам южного наречия коми-пермяцкого языка.

## Письменность
В 2003 году при поддержке администрации Пермской области был издан первый коми-язьвинский букварь. Автор букваря — учительница Паршаковской средней школы Анна Лазаревна Паршакова. Этот букварь стал первой книгой, изданной на коми-язьвинском языке.
Письменность для коми-язьвинского языка отличается от общей письменности коми-зырянского и коми-пермяцкого языков. Она основана на русском алфавите, содержит дополнительные буквы Ӧ ӧ, Ө ө, Ӱ ӱ и диграфы Дж дж и Дч дч.
| А а | Б б | В в | Г г | Д д | дж  | дч  | Е е |
| Ё ё | Ж ж | З з | И и | Й й | К к | Л л | М м |
| Н н | О о | Ө ө | Ӧ ӧ | П п | Р р | С с | Т т |
| У у | Ӱ ӱ | Ф ф | Х х | Ц ц | Ч ч | Ш ш | Щ щ |
| Ъ ъ | Ы ы | Ь ь | Э э | Ю ю | Я я |     |     |

## Лингвистическая характеристика

### Фонетика и фонология
В коми-язьвинском существуют следующие согласные фонемы (между косыми чертами — фонемы в МФА; в угловых скобках — буквы кириллицы 2003 года):
|               | Губные    | Губные  | Зубные     | Зубные     | Постальв. | Постальв. | Палат.    | Палат.    | Велярные  | Велярные  |
| ------------- | --------- | ------- | ---------- | ---------- | --------- | --------- | --------- | --------- | --------- | --------- |
| Носовые       | /m/ ⟨м⟩   | /m/ ⟨м⟩ | /n/ ⟨н⟩    | /n/ ⟨н⟩    |           |           | /ɲ/ ⟨нь⟩  | /ɲ/ ⟨нь⟩  |           |           |
| Взрывные      | /p/ ⟨п⟩   | /b/ ⟨б⟩ | /t/ ⟨т⟩    | /d/ ⟨д⟩    |           |           | /tʲ/ ⟨ть⟩ | /dʲ/ ⟨дь⟩ | /k/ ⟨к⟩   | /ɡ/ ⟨г⟩   |
| Аффрикаты     |           |         | /t͡s/ ⟨(ц)⟩ | /t͡s/ ⟨(ц)⟩ | /t͡ʃ/ ⟨тш⟩ | /d͡ʒ/ ⟨дж⟩ | /t͡ɕ/ ⟨ч⟩  | /d͡ʑ/ ⟨дч⟩ |           |           |
| Фрикативные   | /f/ ⟨(ф)⟩ | /v/ ⟨в⟩ | /s/ ⟨с⟩    | /z/ ⟨з⟩    | /ʃ/ ⟨ш⟩   | /ʒ/ ⟨ж⟩   | /ɕ/ ⟨сь⟩  | /ʑ/ ⟨зь⟩  | /x/ ⟨(х)⟩ | /x/ ⟨(х)⟩ |
| Аппроксиманты |           |         | /l/ ⟨л⟩    | /l/ ⟨л⟩    |           |           | /j/ ⟨й⟩   | /j/ ⟨й⟩   |           |           |
| Дрожащие      |           |         | /r/ ⟨р⟩    | /r/ ⟨р⟩    |           |           |           |           |           |           |

Примечание: согласные ⟨ф⟩, ⟨ц⟩, ⟨х⟩ используются только в заимствованиях из русского.
Диграф ⟨дч⟩ соответствует диграфу ⟨дз⟩ традиционной коми письменности.
|         | Передние   | Передние | Средние    | Средние | Задние  | Задние     |
| Неогуб. | Огуб.      | Неогуб.  | Огуб.      | Неогуб. | Огуб.   |            |
| ------- | ---------- | -------- | ---------- | ------- | ------- | ---------- |
| Верхние | /i/ ⟨и, ы⟩ |          |            | /ʉ/ ⟨ӱ⟩ | /ɯ/ ⟨ө⟩ | /u/ ⟨у, ю⟩ |
| Средние | /e/ ⟨е, э⟩ |          |            | /ɵ/ ⟨ӧ⟩ | /ɤ/ ⟨ө⟩ | /o/ ⟨о, ё⟩ |
| Нижние  |            |          | /a/ ⟨а, я⟩ |         |         |            |

Неогубленный гласный заднего ряда, записываемый в кириллице как ⟨ө⟩, характеризуется либо как верхнего подъёма, либо как среднего (нижне-среднего) подъёма. В первых неударных слогах он соответствует коми-зырянскому ⟨ы⟩, а в не первых может соответствовать любому гласному коми-зырянского.
Буквы ⟨ы, э⟩ и йотированные (я, ё, ю, е⟩ используются по такому же принципу как в русском. После непарных по мягкости-твёрдости согласных буквы ⟨ы, э, я, ё, ю⟩ не употребляются. Использование  (ы) для обозначения твёрдости предыдущего согласного (аналоги — в коми-зырянском (і⟩ , в удмуртском ⟨ӥ⟩) подвергалось критике в силу того, что такое обозначение может привести к ложному выводу о наличии фонемы /ы/ в коми-язьвинском.